# Eurema senegalensis
Eurema senegalensis är en fjärilsart som först beskrevs av Bosiduval 1836.  Eurema senegalensis ingår i släktet Eurema och familjen vitfjärilar. Inga underarter finns listade i Catalogue of Life.